# 燎原乡 (崇州市)
燎原乡，是中华人民共和国四川省成都市崇州市曾经下辖的一个乡。2019年12月，撤销王场镇、燎原乡，将原王场镇和原燎原乡所属行政区域划归白头镇管辖。

## 行政区划
燎原乡撤销前下辖以下地区：
安顺社区、崇德社区、铧头村、梓乐村、紫竹村、回龙村、壁山村和七洞村。